# Hajo F. Breuer
Hajo F. Breuer (* 6. Dezember 1954 in Düsseldorf; † 17. Oktober 2014) war ein deutscher Science-Fiction-Autor, Redakteur und Herausgeber.
Breuer studierte Germanistik, Anglistik und Philosophie und war als Gymnasiallehrer qualifiziert. Seine Karriere als Autor begann er beim deutschen Condor Verlag als Übersetzer von Marvel Comics. Ab 1983 verfasste er für den Bastei-Verlag die Sprechblasentexte der wöchentlich erscheinenden Comicserie Gespenster Geschichten. 1989 erschien im Lübbe Verlag die Taschenbuchreihe Die neue Kultfigur Max Headroom zur gleichnamigen Fernsehserie, Breuer war alleiniger Autor der vier Romane. Ab 1989 betreute er als Chefredakteur im Hethke-Verlag die DC Comics bis zum Auslaufen der Lizenz. Von 1999 bis zu seinem Tod war er Herausgeber der Science-Fiction-Buchreihe Ren Dhark, die beim  HJB Verlag erhältlich ist.
2014 trat Breuer für die AfD bei Kommunalwahlen in Mönchengladbach an. Am 17. Oktober 2014 erlag er seinem Krebsleiden.

## Bibliografie (Auswahl)
Max Headroom
- Band 1: Tödliche Spots. Lübbe Verlag, Bergisch Gladbach 1989, ISBN 3-404-11406-X.
- Band 2: Menschenjagd. Lübbe Verlag, Bergisch Gladbach 1989, ISBN 3-404-11407-8.
- Band 3: Die Gesetzlosen. Lübbe Verlag, Bergisch Gladbach 1989, ISBN 3-404-11408-6.
- Band 4: Die falsche Göttin. Lübbe Verlag, Bergisch Gladbach 1989, ISBN 3-404-11409-4.

## Einzelbelege
1. ↑  montyarnold: „Ich las genug!“ – Übersetzungen aus der Negativ-Zone. In: Monty Arnold blogt. 8. März 2017, abgerufen am 14. Juni 2025.
2. ↑  Porträt auf der Kandidatenseite (Memento des Originals vom 23. September 2015 im Internet Archive)  Info: Der Archivlink wurde automatisch eingesetzt und noch nicht geprüft. Bitte prüfe Original- und Archivlink gemäß Anleitung und entferne dann diesen Hinweis.
3. ↑  "Ich verbiete dir, früh zu sterben!" von Uwe Helmut Grave auf der offiziellen Ren Dhark-Webseite. Abgerufen am 8. Januar 2017.

| Personendaten    | Personendaten                                              |
| ---------------- | ---------------------------------------------------------- |
| NAME             | Breuer, Hajo F.                                            |
| KURZBESCHREIBUNG | deutscher Science-Fiction-Autor, Redakteur und Herausgeber |
| GEBURTSDATUM     | 6. Dezember 1954                                           |
| GEBURTSORT       | Düsseldorf                                                 |
| STERBEDATUM      | 17. Oktober 2014                                           |